# 北方舰队

俄罗斯联邦海军北方舰队徽章

北方舰队，Северный флот，苏联时叫红旗北方舰队（Краснознаменный Северный флот）是现在俄罗斯海军的一部分，该舰队最早是由沙皇俄国时期规模较小的北冰洋舰队（或译北极圈舰队），后在苏联成立，北冰洋舰队扩编并改名为红海军北方舰队，并在苏联时期逐渐扩大成为苏联四大舰队之中规模和实力最大的海军舰队。后苏联解体，北方舰队形由俄罗斯联邦继承，尽管俄海军在苏联解体之后实力大大降低，但现在仍为俄罗斯最强大的舰队。无论是苏联时期还是当前，北方舰队的活动范围涵盖了整个北极圈，北大西洋以及加拿大周围水域。

## 舰队设施

海軍基地地圖

除了北莫爾斯克主基地以外，北方舰队还有其他6个海军基地和几个船厂以及燃料储藏站。主要的设施包括摩尔曼斯克主港区和燃料储藏站，一个阿提卡级核动力破冰船专用的基地和船厂，安德烈瓦港以及塞瓦达文斯克港

### 基地
- 北莫爾斯克
- Olenya Bay（英语：Olenya Bay）
- 加吉耶沃
- 韦加耶沃Ura Bay（英语：Vidyayevo）
- Ara Bay（英语：Vidyayevo）
- Bolshaya Lopatka（英语：Zapadnaya Litsa）
- 奧斯特羅夫諾伊

### 船厂
- Roslyakovo（英语：Roslyakovo）
- 波利亞爾內
- Nerpa
- Malaya Lopatka

## 战斗序列
以下为俄罗斯北方舰队部分舰队战斗序列目录：
- 第43导弹艦分舰队
  - 庫茲涅佐夫元帥級航空母艦1艘
  - 基洛夫級2艘
  - 光榮級1艘
  - 現代級2艘
  - 無畏級4艘
- 第11潛水艇分舰队, Zaozersk
  - 奧斯卡級核潛艇4艘
  - 勝利級核潛艇2艘
  - 阿爾法級核潛艇1艘（實驗船）
  - 第7分隊, Vidyaevo
    - Sierra級3艘
    - 勝利三型級核潛艇3艘
    - 若干其他小潛艇

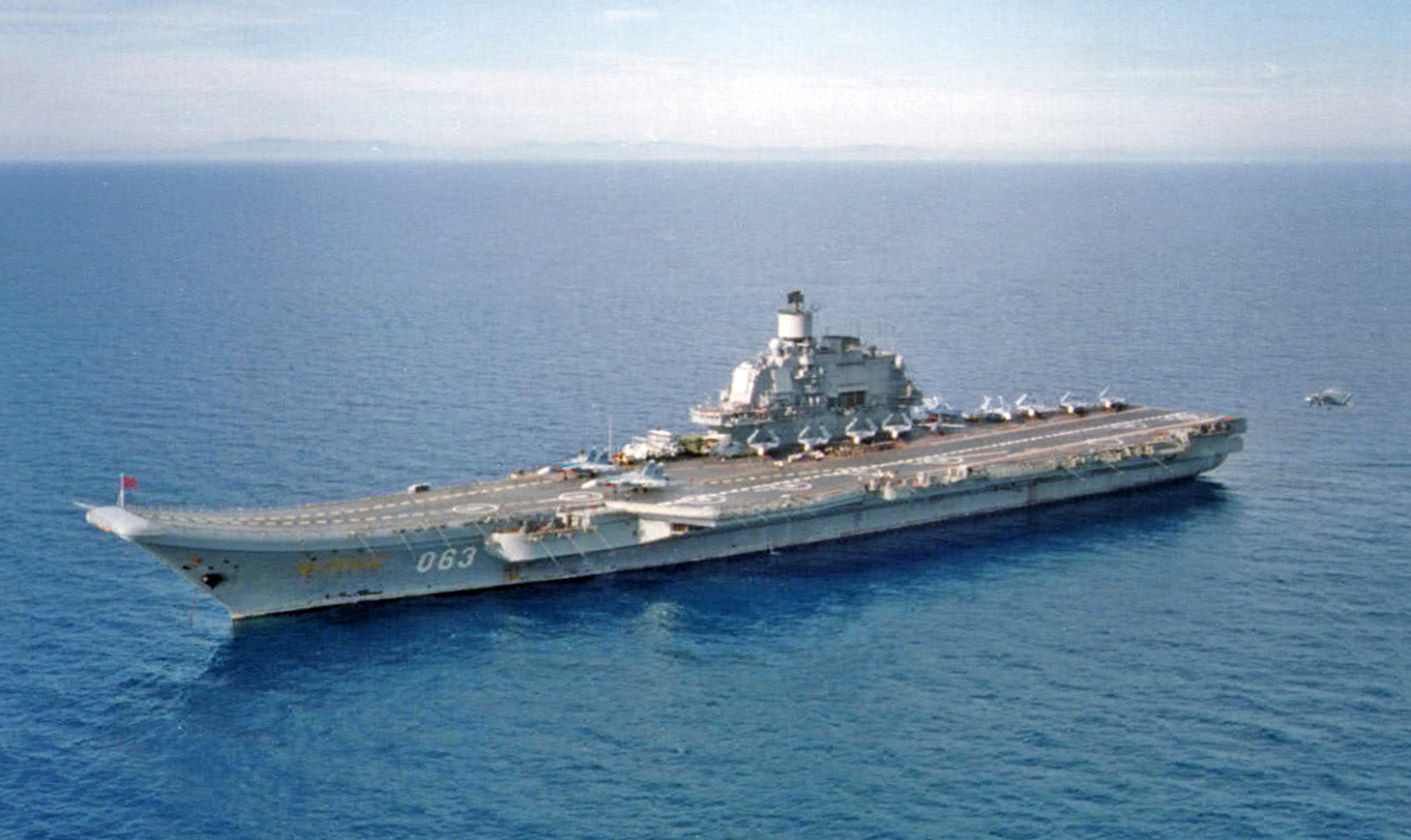
庫茲涅佐夫元帥級航空母艦

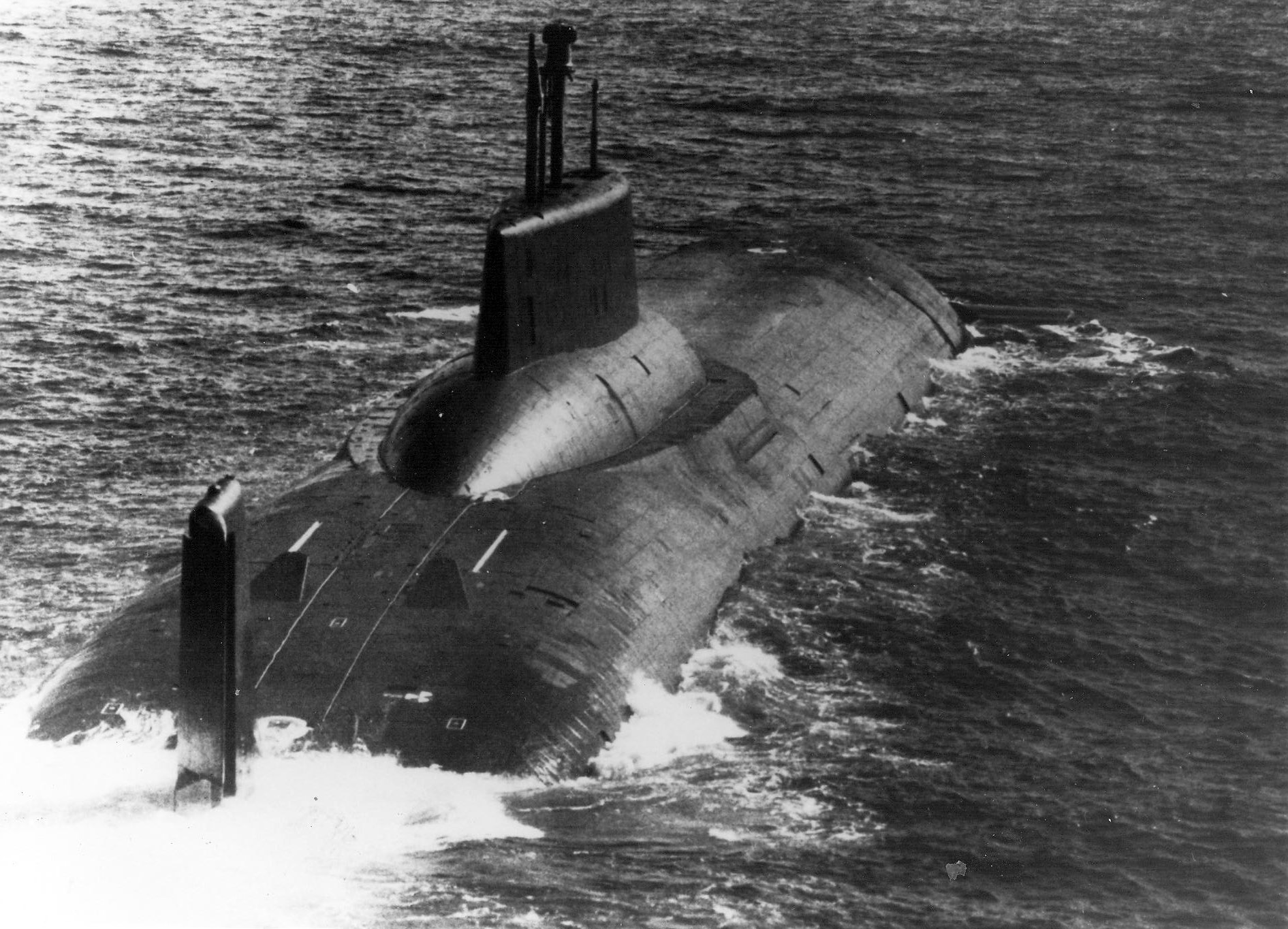
941型核潜艇

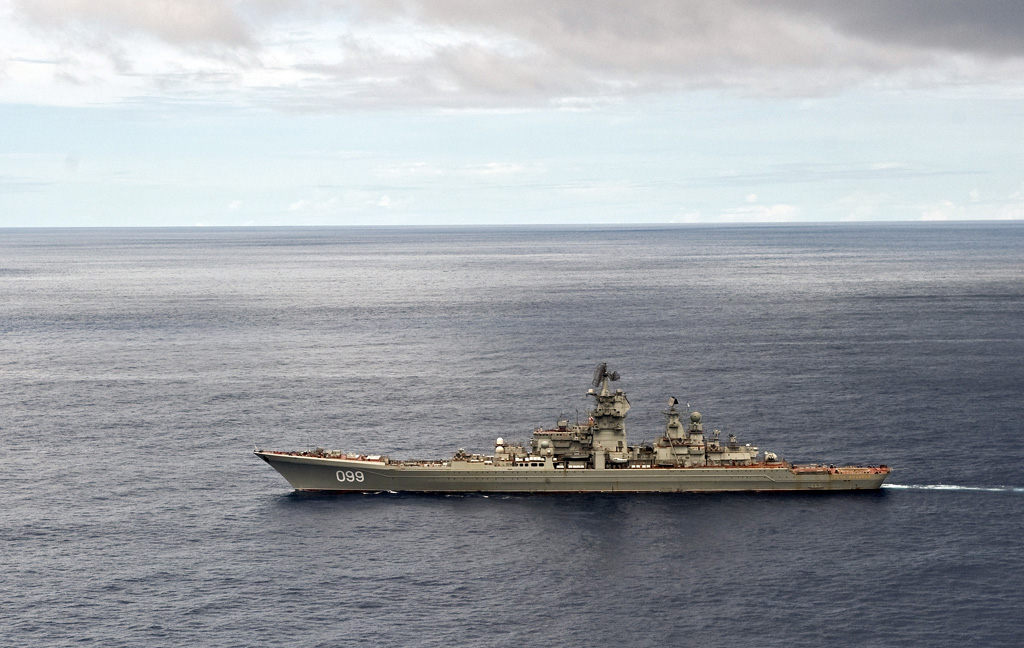
基洛夫级巡洋舰

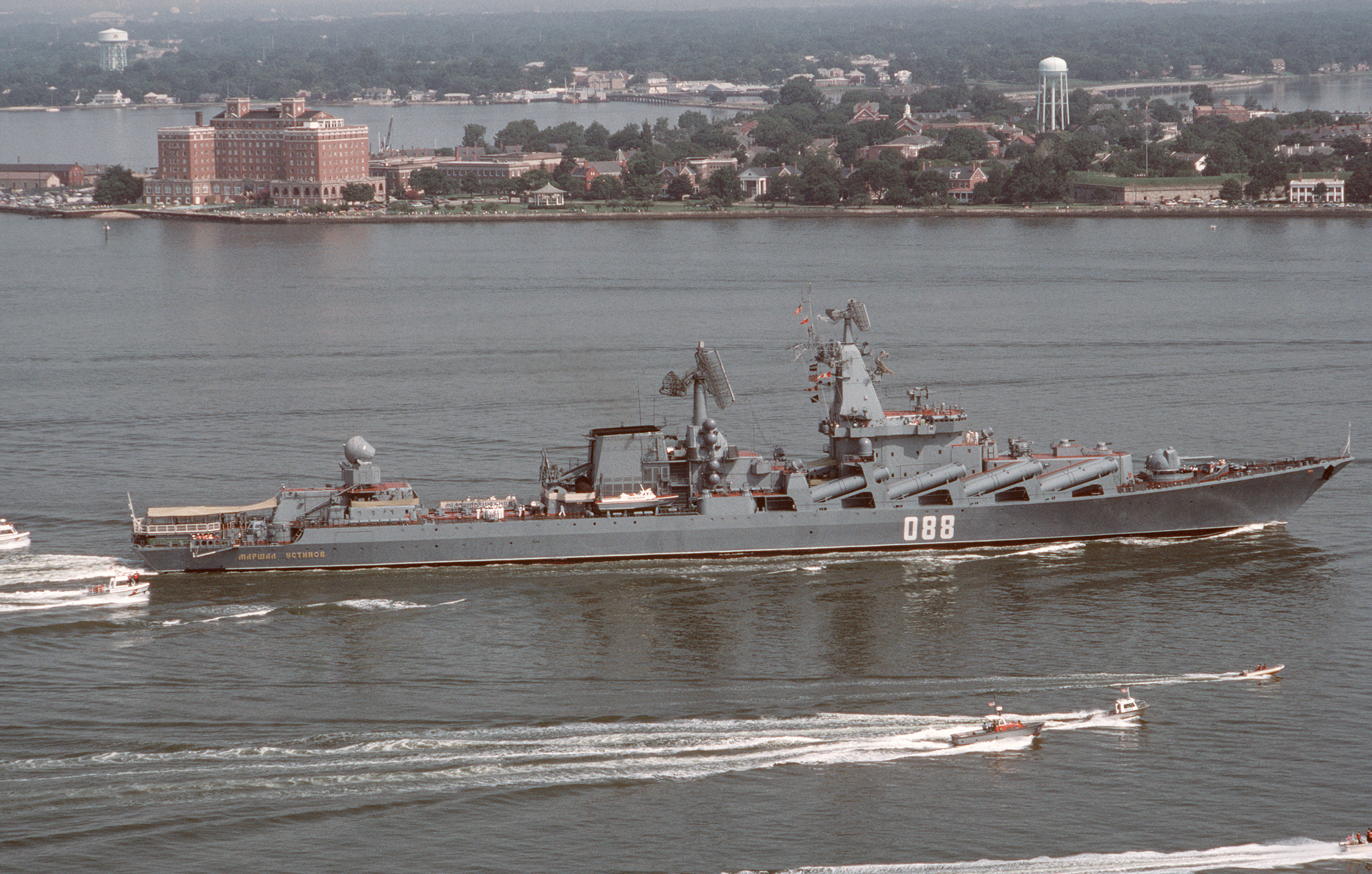
光荣级导弹巡洋舰

- 第12潛水艇分舰队, Gadzhiyevo 
  - 第31潜艇总队（Yagelnaya Bay, Sayda Inlet）
    - 德爾塔級核潛艇6艘
    - 德爾塔三型級核潛艇2艘

  - 第24支队
    - 阿庫拉級核潛艇6艘

  - 第49支队
    - 杨基级核潜艇1艘
    - 德爾塔4型核潛艇1艘
    - 勝利級核潛艇3艘
    - 若干小型核潛艇約5艘

  - 第29独立潜艇支队（深水）：2018年1月组建，驻地加吉耶沃（赛达湾）。[4]“洛沙里克”深水作业艇和“美女-K”核动力无人潜航器。
  - 登陸艦隊
    - 基洛級潛艇7艘
    - Ivan Rogov級大型登陸艦1艘
    - 蟾蜍级大型登陆舰5艘

- 航空大隊[5][6]
  - 第924海軍偵蒐分遣隊- 總部位於奧列涅戈爾斯克/Olenya - 圖-22M轟炸機;
  - 第279艦載機聯隊 - 總部位於北摩爾斯克-3基地 - 蘇-25攻擊機, 苏-33战斗机;
  - 第73獨立航空中隊 - 總部位於Kipelovo (Fedotovo) - Tu-142MK, Tu-142MR;
  - 第403混和航空中隊 - 總部位於北摩爾斯克-1基地 - 安-12, 安-26, 伊爾-38, Tu-134;
  - 第830反潛直升機中隊 - 總部位於北摩爾斯克-1基地- 卡-27直升機;

## 历史
第一次世界大战爆发时，到1915年沙俄在北冰洋仅有武装快艇1艘、武装商船3艘、小船8艘。为了加强巴伦支海的力量，1916年7月正式成立北冰洋区舰队（CЛOВФ — Ceвepнoгo Лeдoвитoгo Oкeaнa Bоенная Флотилия），1916年9月开始建设摩尔曼斯克港口基地。1917年底，北冰洋区舰队有1艘战列舰、2艘巡洋舰（其中1艘在英国利物浦修理）、6艘驱逐舰（其中2艘在英国利物浦修理）、3艘潜艇、10艘扫雷舰、1艘布雷舰、33艘扫雷艇、27艘辅助船。1918年8月2日，英法美出兵干涉十月革命，占领摩尔曼斯克、阿尔汉格尔斯克，北冰洋区舰队的舰船被英法美缴获掳走，仅余小部分。
俄羅斯入侵烏克蘭時，曾調配奧列涅戈爾斯克礦工號大型登陸艦（Olenegorsky Gornyak），到黑海，但該艦被載有450公斤炸藥的烏軍無人艇駛近施襲，由於損毀嚴重，已無法執行戰鬥任務。